# Andrej Irša
Andrej Irša (* 10. října[zdroj?]1972 Skalica) je slovenský sochař, řezbář a publicista.

## Vzdělání
Strojní mechanik / stroje a zařízení SOUs Myjava 1990, výroba montáž a opravy strojů SOUch Bratislava 1992.
Zkušenosti s opracováním dřeva získal od nevlastního otce, tesaře Ernesta Pekára, řezbáře Ivana Tomeše z Myjavy a Františka Gajdu ze Strážnice. Výraznějšího posunu dosáhl v ateliéru akademického sochaře a restaurátora Milana Flajžíka a akademického sochaře zaměřeného na 3D tvorbu Adama Krhánka. Technologické znalosti doplňoval kurzy tiskaře na ofsetových strojích (SOŠ polygrafická Bratislava), práce s motorovou pilou (ABA International), 3D tisk (Trilab Hradec Králové), lití epoxidu (Synpo Pardubice), umělecké truhlářství.

## Tvorba a dílo

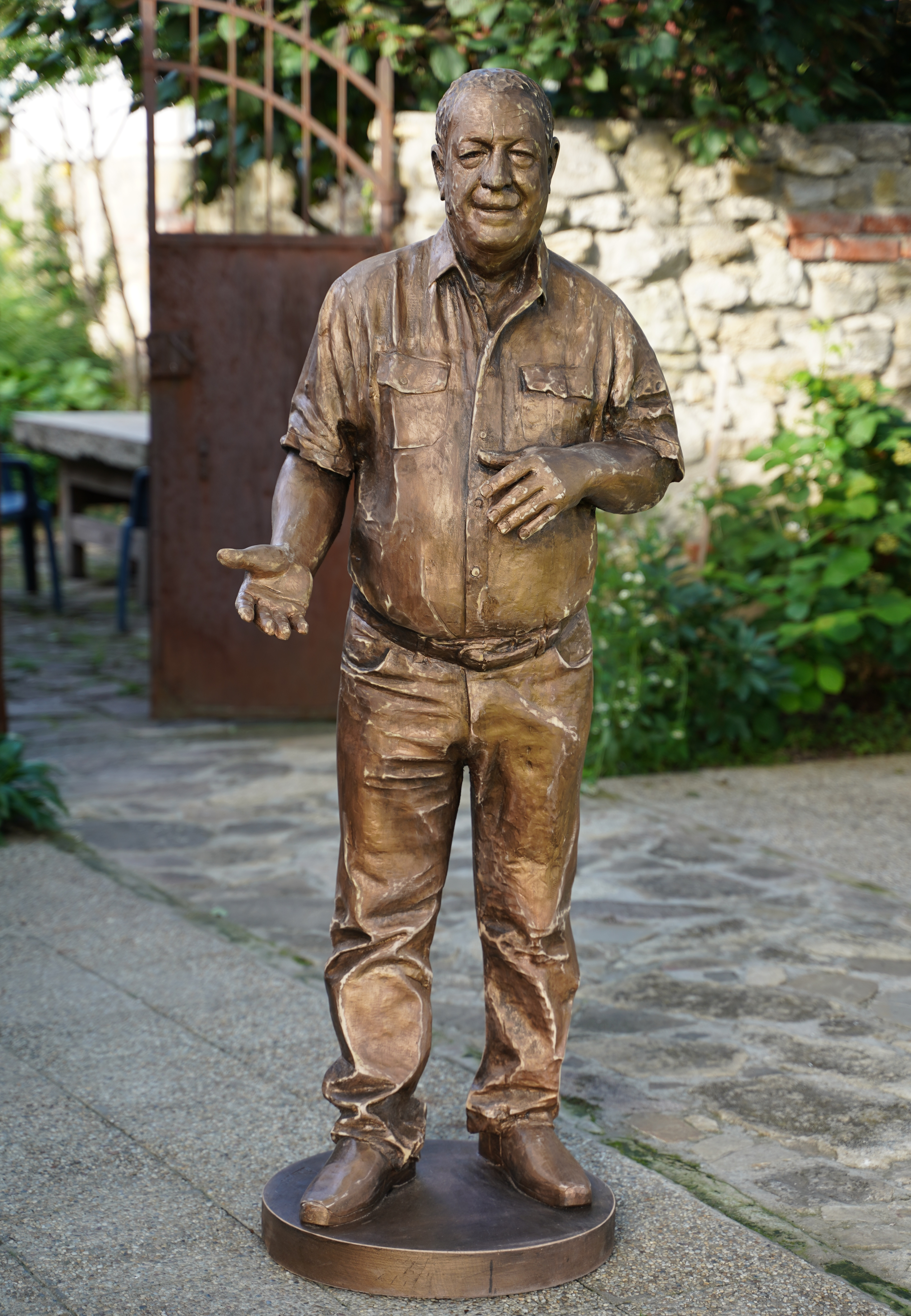
Andrej Irša, socha Anton Masaryk

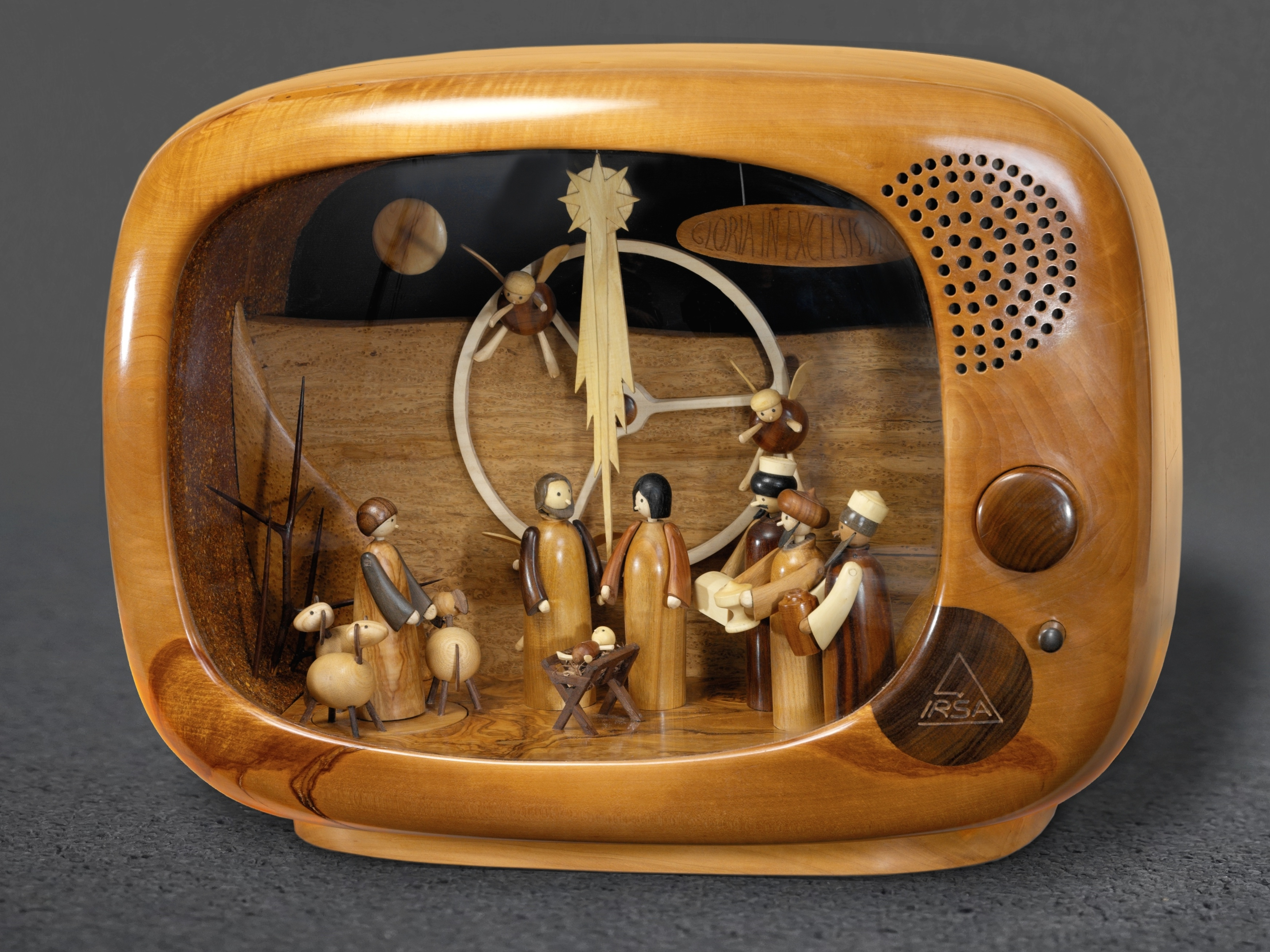
Andrej Irša,Televizní betlehem

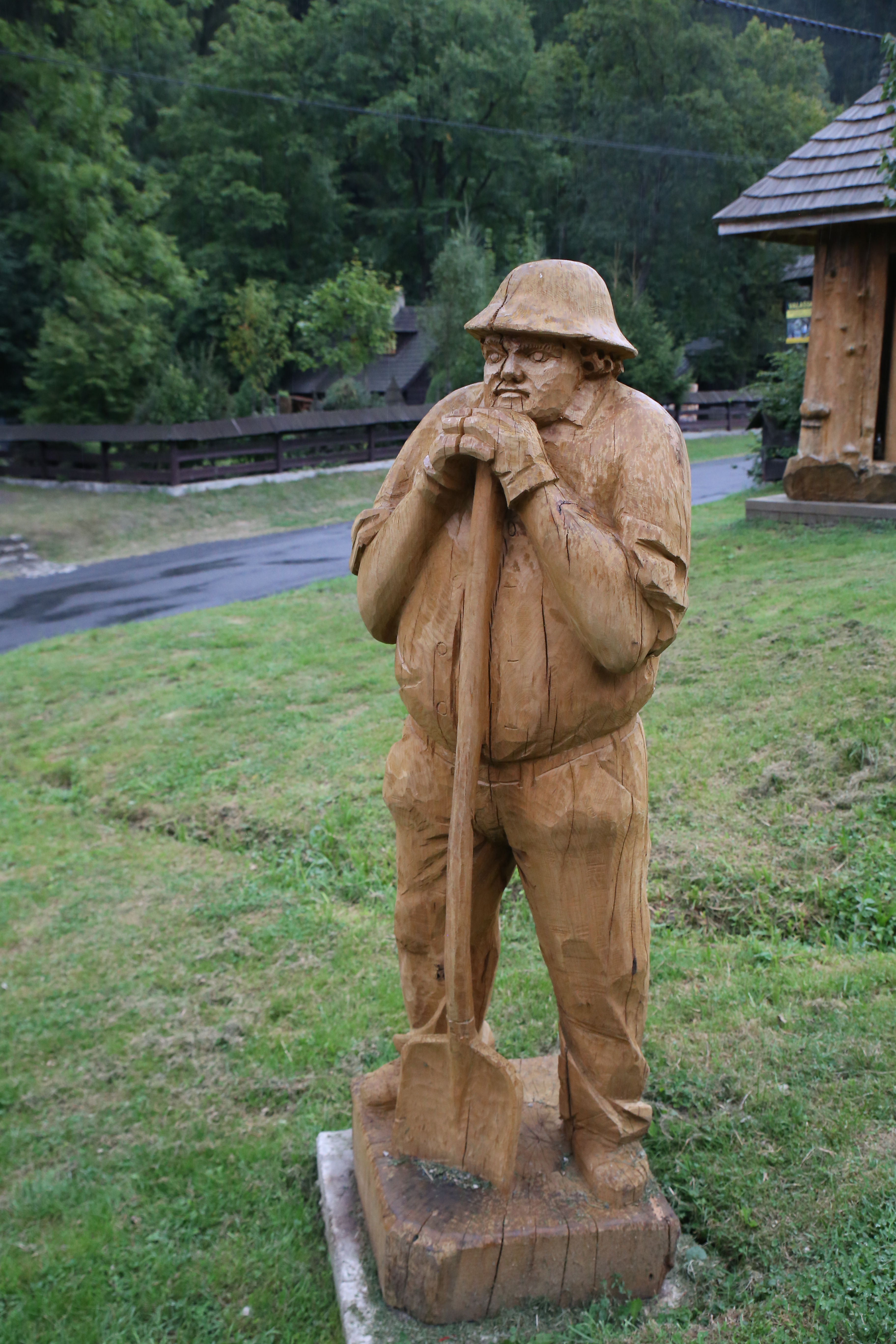
Pracant, socha vytvořená technikou řezby motorovou pilou

Irša vytvořil během své sochařské (řezbářské) kariéry přes 220 soch (postavy) v životní a nadživotní velikosti, nedefinované množství soch zvířat (v řádech stovek kusů), cca 2000 menších sošek a reliéfů. Abstraktních soch a realizací je vytvořeno několik desítek.
K tvorbě využívá dovedností od klasických postupů až po 3D možnosti.
Kromě výtvarné činnosti životní dílo sestává z publikační a dokumentační činnosti (text, fotografie, video), především v oblasti primárního pracovního zaměření, okrajově i jiných žánrech (koncerty, akce).
Andrej Irša měl výrazný podíl na aktivitách Zahradní galerie Alojze Machaje v Plaveckém Čtvrtku, kde získával zkušenosti jako redaktor řezbářského časopisu Dotyky & Cesty a spoluorganizátor akcí, což později vyústilo do vlastních projektů, například portálu rezbárstvo.sk. Andrej Irša je autorem původního konceptu Květinových dní v obci Kátov, organizátorem desítek sympozií a workshopů.

### Nejvýznamnější realizace
- Pohyblivý ozvučený a osvětlený betlém, zhotovený z 24 druhů dřeva. 2001[19]
- Sedm soch pro projekt Poslední večeře Páně ZGAM (nyní v Pluskovci, Velké Karlovice) . 2002[20]
- Experimentální projekt výroby monoxylů pro Archeoskanzen v Modré (CZ). 2005 [21]
- Dokumentovaná rychlořezba (spedcarving) sochy Dívka v životní velikosti před budovou Slováckého muzea (Smetanovy Sady) ke příležitosti Dnů evropského dědictví (CZ). 2005 [22]
- Dvě sochy pro projekt Bratislavský mír ZGAM, Muzeum města Bratislavy, Město Bratislava. 2005[23]
- Ježíš a apoštolové, 13 postav v životní velikosti v Duchovním parku před kostelem Petra a Pavla v Kunovicích . 2006 [24]
- Pět soch pro Slovenský salon vín v Pezinku. 2006 [25]
- Kat v obci Kátov. 3,5 m vysoká socha (4,5 m se sekerou) na veřejném prostranství. 2010 [26]
- Soška věnovaná Spolkem záhoráků herečce Marii Kráľovičové k jejímu životnímu jubileu 85 let. 2012
- Deset soch pro obec Modrá a deset soch pro město Uhrovec (projekt Živá škola - živá voda, SK - CZ). 2010-2013 [25]
- Soubor pěti zahradních soch a čtyř fasádních kompozicí pro soukromý dům a zahradu v Trnávkách (Buchlovice). 2010-2020
- Deset soch pro areál hospody Kýčerka a hotelu Tatra, Pluskovec / Velké Karlovice. 2011-2021 [27]
- Socha J.M. Hurbana pro obec Hlboké. 2018[28]
- Socha Antona Masaryka, Koliba u dědy Holíč. 2020 [29]
- Realizace epoxidového stolu a sochy v soukromém skalickém vinném sklepu (boudě). 2021
- Senický betlém. Městský pohyblivý a osvětlený exteriérový betlém, zhotovený z 24 druhů dřeva, Senica. 2022[30]

## Ocenění
- Kniha Záhoří 2009 – Uznání za knihu  Řezba motorovou pilou, příručka pro výtvarníky za nejvyšší počet hlasů v kategorii knih odborných. Záhorské muzeum ve Skalici, Záhorská galerie v Senici a Záhorská knihovna v Senici 2010. [31]
- 1. místo v soutěži „Nejkrásnější kniha a propagační materiál“ za rok 2019 udělená knize Řezba motorovou pilou, příručka pro výtvarníky 2. vydání v kategorii Knihy, jiné - školy, OZ, organizace, firmy. Klub slovenského syndikátu novinářů a Státní vědecká knihovna v Banské Bystrici 2020.[32]

## Publikace

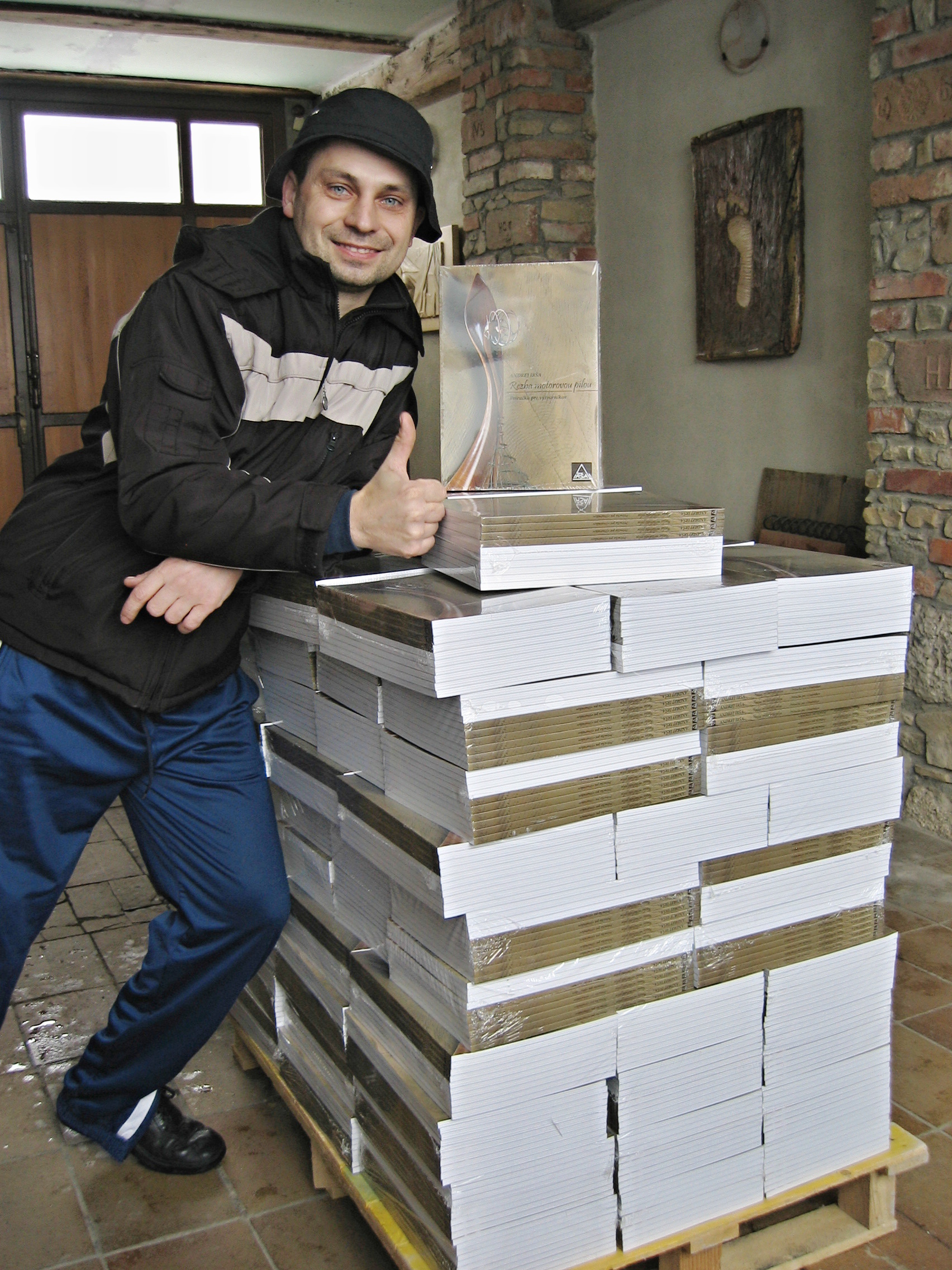
První vydání knihy Řezba motorovou pilou, příručka pro výtvarníky

- IRŠA, Andrej. Broušení dlát. Dotyky & Cesty 2/2003, s. 1 11, ISSN 1336-2798.  Andrej Irša, ...formita

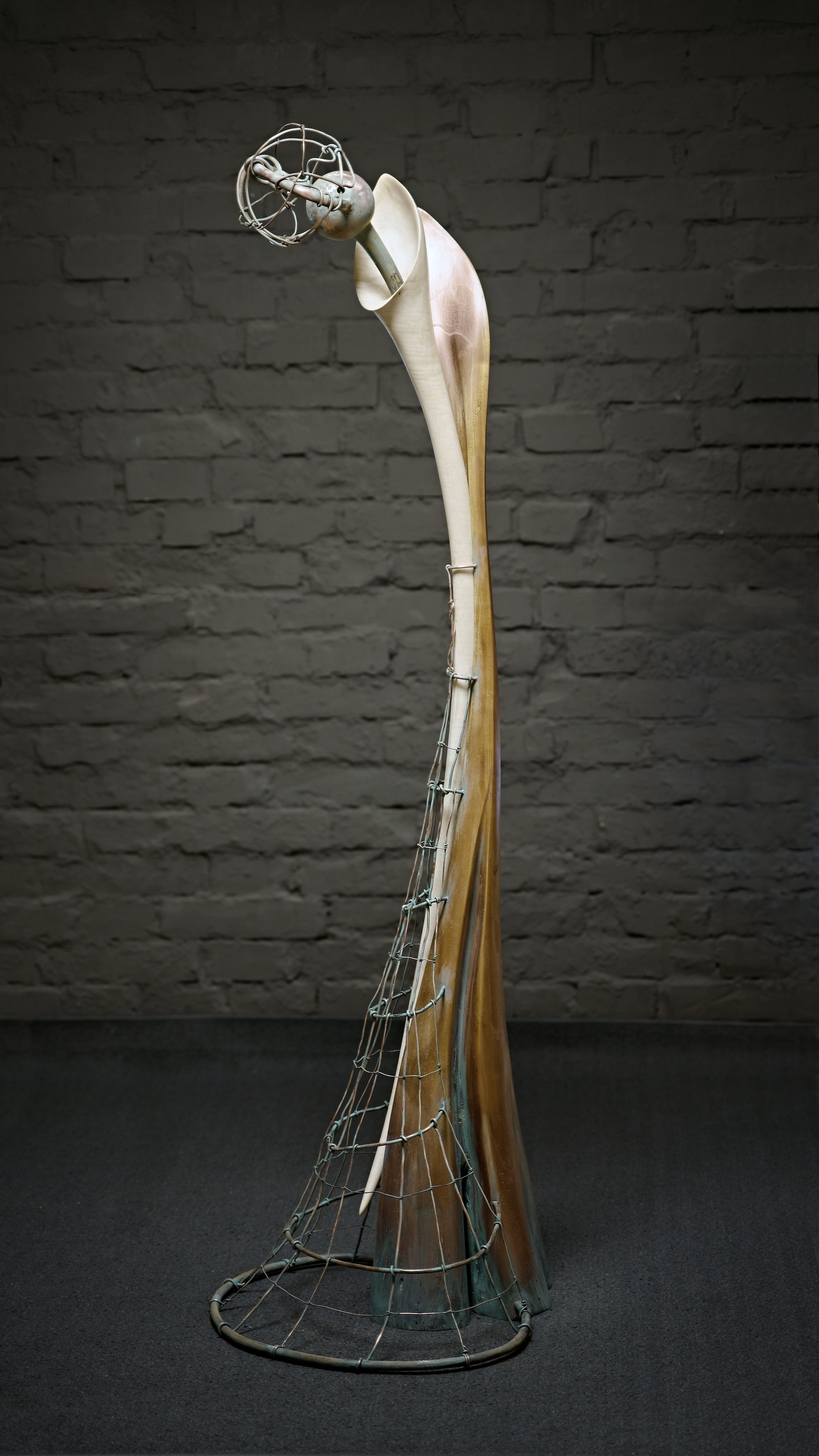
Andrej Irša, ...formita

- IRŠA, Andrej. Sympozium v Allouville Bellefosse ve Francii, Dotyky & Cesty 2/2004. Slovensko : ZGAM 2004. ISSN 1336-2798
- PAJER, Jiří; ZAJÍČEK Štefan; HABARTOVÁ Romana; IRŠA Andrej. Řezbář František Gajda. Strážnice, 2006. Manželé Gajdovi. ISBN 80-903743-0-1. Dostupné online
- IRŠA, Andrej. Jak na to: Postava, Tvář. Dotyky & Cesty 1/2005, s.3, ISSN 1336-2798.
- IRŠA, Andrej. Historie řetězových motorových pil. Lesník Nr. 5, květen 2009. Lesy ČR š.ps 4-6, ISSN 1337-9380.
- IRŠA, Andrej. Jak na to: Anatomie. Dotyky & Cesty 2-3/2005, ZGAM. s.3, ISSN 1336-2798.
- IRŠA, Andrej. Výroba dřevěné sochy v životní velikosti. Dotyky & Cesty, 2-3/2005, ZGAM. s.30-31 ISSN 1336-2798.
- IRŠA, Andrej. Dřevo a dřevořezba. Udělej si sám. únor 2005, rubrika Rady, JAGA Group . s. 12-19, ISSN 1335-4604.
- IRŠA, Andrej. Řezbářství.sk 2006-2018, ISSN 1338-3728.
- IRŠA, Andrej. Betlém. Farmář, 51-52, 2009. Land Press. s. 8-12. ISSN 1337-740X.
- IRŠA, Andrej. Řezba motorovou pilou: příručka pro výtvarníky, Kátov, 2010, A-studio Andrej Irša. ISBN 978-80-970231-8-8
- IRŠA, Andrej. Řemesla jak je neznáme. Folklór č. 1 1. červen 2011, s. 12-17, ISSN 1338-4805.
- IRŠA, Andrej. Děravé dno řezbářství. Řemeslo Umění Design 1/2014, ÚĽUV. s. 39-41. ISSN 1335-5457.
- IRŠA, Andrej . Pila v rukou řemeslníků a umělců. Řemeslo Umění Design 2/2021, ÚĽUV. s. 28-33. ISSN 1335-5457.
- IRŠA, Andrej. Možnosti vzdělávání a výkonu řezbářství, jako profese. Řemeslo Umění Design 2/2021. ÚLUV. ISSN 1335-5457.
- IRŠA, Andrej. Řezba motorovou pilou : příručka pro výtvarníky. II. vydání, Kátov, 2020. A-studio Andrej Irša. ISBN 978-80-570-1207-8.
- OKOLICSÁNYIOVÁ, Natália; PANČÁKOVÁ, Petronela; IRŠA, Andrej. NORMATIV materiálně-technického a prostorového zabezpečení pro studijní obor 8504 K 02 uměleckořemeslné zpracování dřeva – řezbářské práce. MŠVVaŠ SR 2019 . Schváleno pod číslem 2019/8360:15-A1030
- OKOLICSÁNYIOVÁ, Natália; PANČÁKOVÁ, Petronela; IRŠA, Andrej. NORMATIV materiálně-technického a prostorového zabezpečení pro studijní obor 8555 H umělecký řezbář. MŠVVaŠ SR 2019. Schváleno pod číslem 2019/8360:13-A1030

## Reference

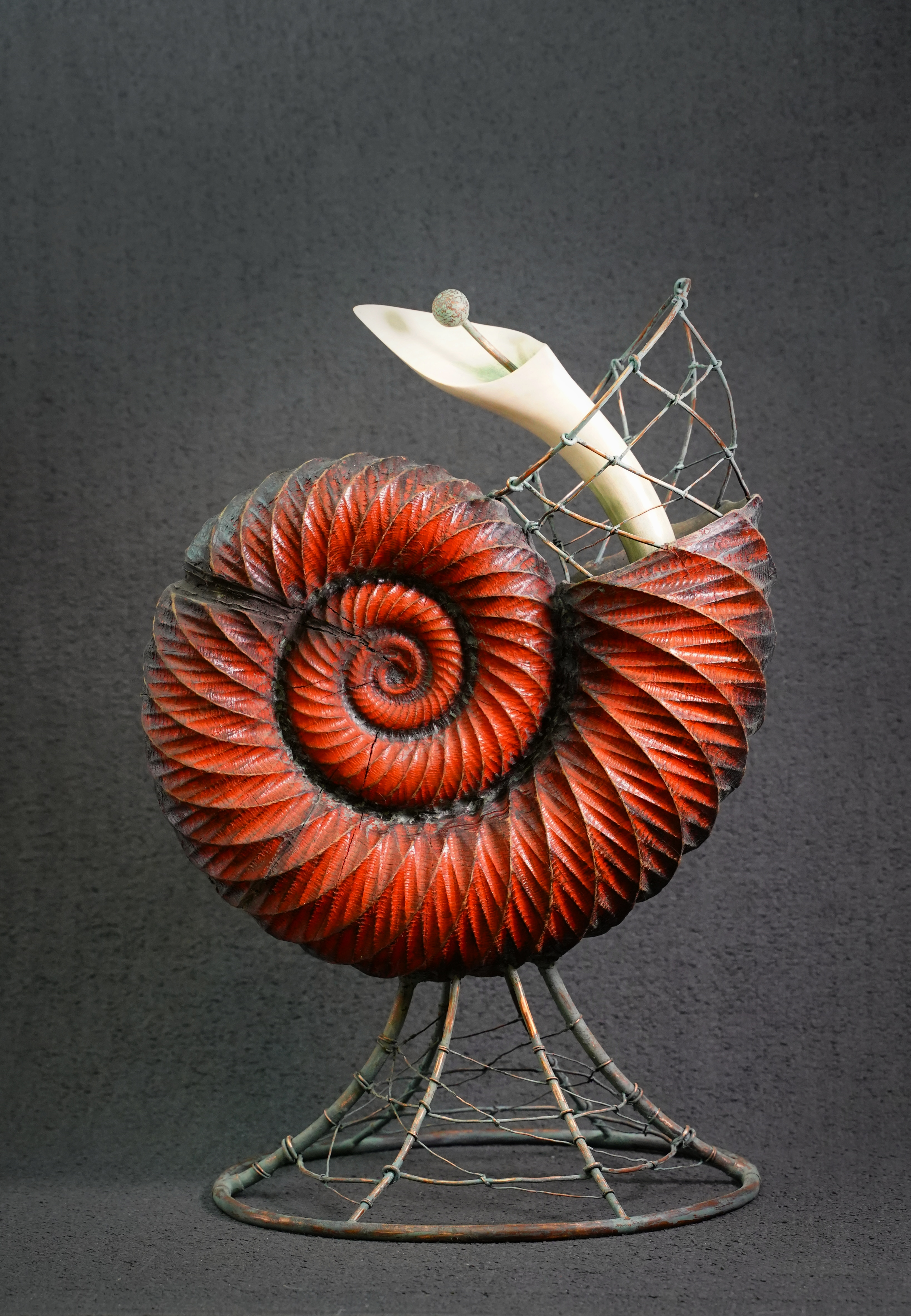
Andrej Irša, Spiralius, motív z brslenu, dubu a mědi 70x48x38 cm. 2023